# Referendumul din Austria, 1938

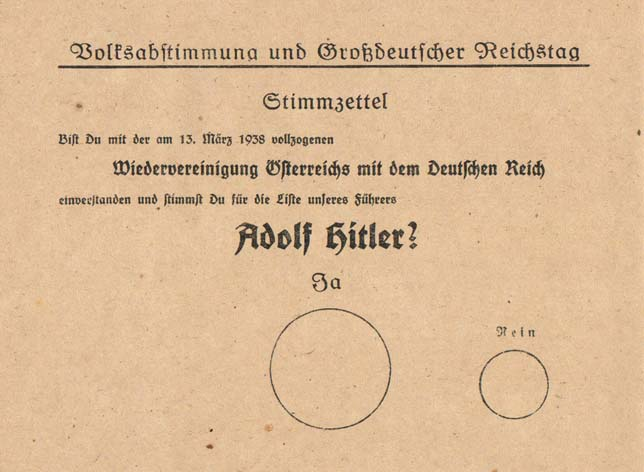
Buletinul de vot, cercul pentru exprimarea opiniei „Da” (în favoarea Anschluss) este mult mai mare decât cel pentru „Nu”

Referendumul din Austria privind Anschlussul (uniunea politică) cu Germania nazistă a avut loc la 10 aprilie 1938, având loc un referendum similar și în Germania. A fost efectuat sub o presiune extraordinară din partea Germaniei naziste.
Conform rezultatelor publicate 99,73% din voturi au fost exprimate în favoarea unirii cu Germania, prezența la vot fiind de 99,71%.

## Rezultate
| Alegere                                | Voturi    | %     |
| -------------------------------------- | --------- | ----- |
| Pentru                                 | 4.453.912 | 99,73 |
| Împotrivă                              | 11.929    | 0,27  |
| Voturi sau buletine de vot invalide    | 5777      | –     |
| Total                                  | 4.471.618 | 100   |
| Alegători înregistrați/Prezența la vot | 4.484.617 | 99,71 |
| Sursa: Direct Democracy                |           |       |